# Comedy Aid
Comedy Aid er et årligt tilbagevendende show som startede med at hedde Talegaver til børn og som kørte fra 1992 – 2008, i 2009 skiftede det navn til Comedy Aid. Showet havde i 2012 20 års jubilæum, 16 år som Talegaver til børn og 5 år som Comedy Aid. I 2017 bliver der fejret 25 års jubilæum med Comedy Aid/Talegaver til Børn.
Comedy Aid løber af stablen hvert år i december mellem jul og nytår og man kan opleve nogle af Danmarks bedste komikere som stiller gratis op til Comedy Aid.
Overskuddet fra billetsalget går hvert år til en velgørende organisation, siden 2009 har overskuddet gået til Kræftens Bekæmpelse, de (Kræftens Bekæmpelse, red.) har sammen med stand-up bureauet FBI indgået en aftale om at donere overskuddet fra Comedy Aid til Kræftens Bekæmpelse frem til 2012.
I 2013 gik overskuddet fra de tre shows til Red Barnet.
Showene bliver holdt i Århus og København, og hvert år er der en ny by som får besøg af Comedy Aid. DJ Noize har været "kapelmester" i flere år.
Siden år 2010 har man optaget showet og vist det den 1. januar på TV2 Zulu. I 2012 blev showet dog ikke optaget, og blev derfor heller ikke vist på tv.
Comedy Aid er siden 2019 blevet erstattet af Red Barnets Grin Til Gavn.

## Shows
| Dato                             | By         | Sted                           | Værter                                  | Komikere | Publikum        |
| 2009                             | 2009       | 2009                           | 2009                                    | 2009 | 2009            |
| -------------------------------- | ---------- | ------------------------------ | --------------------------------------- | --- | --------------- |
| 28. december Show kl. 15.00      | Aarhus     | Musikhuset Aarhus              | Christian Fuhlendorff & Thomas Hartmann | Mick Øgendahl, Omar Marzouk, Jonatan Spang, Rune Klan, Carsten Bang, Linda P., Brian Mørk, Thomas Wivel, Anders Fjeldsted, Tobias Dybvad, Elias Ehlers, GEO, Jacob Tingleff, Carsten Eskelund, Jacob Wilson, Michael Schøt, Dan Andersen, Simon Talbot, Steen Molzen og Thomas Warberg                                                                                             | Kapacitet 3,368 |
| 28. december Show kl. 20.00      | Aarhus     | Musikhuset Aarhus              | Christian Fuhlendorff & Thomas Hartmann | Mick Øgendahl, Omar Marzouk, Jonatan Spang, Rune Klan, Carsten Bang, Linda P., Brian Mørk, Thomas Wivel, Anders Fjeldsted, Tobias Dybvad, Elias Ehlers, GEO, Jacob Tingleff, Carsten Eskelund, Jacob Wilson, Michael Schøt, Dan Andersen, Simon Talbot, Steen Molzen og Thomas Warberg                                                                                             | Kapacitet 3,368 |
| 29. december                     | Vejle      | Vejle Musikteater              | Christian Fuhlendorff & Thomas Hartmann | Mick Øgendahl, Omar Marzouk, Jonatan Spang, Rune Klan, Carsten Bang, Linda P., Brian Mørk, Thomas Wivel, Anders Fjeldsted, Tobias Dybvad, Elias Ehlers, GEO, Jacob Tingleff, Carsten Eskelund, Jacob Wilson, Michael Schøt, Dan Andersen, Simon Talbot, Steen Molzen og Thomas Warberg                                                                                             | Kapacitet 1,134 |
| 30. december Show kl. 15.00      | København  | Falconer Salen                 | Christian Fuhlendorff & Thomas Hartmann | Mick Øgendahl, Omar Marzouk, Jonatan Spang, Rune Klan, Carsten Bang, Linda P., Brian Mørk, Thomas Wivel, Anders Fjeldsted, Tobias Dybvad, Elias Ehlers, GEO, Jacob Tingleff, Carsten Eskelund, Jacob Wilson, Michael Schøt, Dan Andersen, Simon Talbot, Steen Molzen og Thomas Warberg                                                                                             | Kapcitet 4,200  |
| 30. december Show kl. 15.00      | København  | Falconer Salen                 | Christian Fuhlendorff & Thomas Hartmann | Mick Øgendahl, Omar Marzouk, Jonatan Spang, Rune Klan, Carsten Bang, Linda P., Brian Mørk, Thomas Wivel, Anders Fjeldsted, Tobias Dybvad, Elias Ehlers, GEO, Jacob Tingleff, Carsten Eskelund, Jacob Wilson, Michael Schøt, Dan Andersen, Simon Talbot, Steen Molzen og Thomas Warberg                                                                                             | Kapcitet 4,200  |
| 2010                             |            |                                |                                         | |                 |
| 27. december                     | Aalborg    | Aalborghallen                  | Simon Talbot & Jacob Wilson             | Anders Fjeldsted, Brian Mørk, Carsten Bang, Carsten Eskelund, Christian Fuhlendorff, Dan Andersen, Elias Ehlers, GEO, Jacob Tingleff, Jesper Juhl, Jonatan Spang, Lasse Rimmer, Martin Høgsted, Michael Schøt, Mikael Wulff, Omar Marzouk, Thomas Hartmann, Thomas Warberg, Thomas Wivel Ændring: Linda P erstattede Jacob Tingleff i Aalborg og Aarhus                            | Kapacitet 3,250 |
| 28. december Show kl. 15.00      | Aarhus     | Musikhuset Aarhus              | Simon Talbot & Jacob Wilson             | Anders Fjeldsted, Brian Mørk, Carsten Bang, Carsten Eskelund, Christian Fuhlendorff, Dan Andersen, Elias Ehlers, GEO, Jacob Tingleff, Jesper Juhl, Jonatan Spang, Lasse Rimmer, Martin Høgsted, Michael Schøt, Mikael Wulff, Omar Marzouk, Thomas Hartmann, Thomas Warberg, Thomas Wivel Ændring: Linda P erstattede Jacob Tingleff i Aalborg og Aarhus                            | Kapacitet 3,368 |
| 28. december Show kl. 20.00      | Aarhus     | Musikhuset Aarhus              | Simon Talbot & Jacob Wilson             | Anders Fjeldsted, Brian Mørk, Carsten Bang, Carsten Eskelund, Christian Fuhlendorff, Dan Andersen, Elias Ehlers, GEO, Jacob Tingleff, Jesper Juhl, Jonatan Spang, Lasse Rimmer, Martin Høgsted, Michael Schøt, Mikael Wulff, Omar Marzouk, Thomas Hartmann, Thomas Warberg, Thomas Wivel Ændring: Linda P erstattede Jacob Tingleff i Aalborg og Aarhus                            | Kapacitet 3,368 |
| 30. december Show kl. 15.00      | København  | Falconer Salen                 | Simon Talbot & Jacob Wilson             | Anders Fjeldsted, Brian Mørk, Carsten Bang, Carsten Eskelund, Christian Fuhlendorff, Dan Andersen, Elias Ehlers, GEO, Jacob Tingleff, Jesper Juhl, Jonatan Spang, Lasse Rimmer, Martin Høgsted, Michael Schøt, Mikael Wulff, Omar Marzouk, Thomas Hartmann, Thomas Warberg, Thomas Wivel og Jacob Tingleff                                                                         | Kapacitet 4,200 |
| 30. december Show kl. 20.00      | København  | Falconer Salen                 | Simon Talbot & Jacob Wilson             | Anders Fjeldsted, Brian Mørk, Carsten Bang, Carsten Eskelund, Christian Fuhlendorff, Dan Andersen, Elias Ehlers, GEO, Jacob Tingleff, Jesper Juhl, Jonatan Spang, Lasse Rimmer, Martin Høgsted, Michael Schøt, Mikael Wulff, Omar Marzouk, Thomas Hartmann, Thomas Warberg, Thomas Wivel og Jacob Tingleff                                                                         | Kapacitet 4,200 |
| 2011                             |            |                                |                                         | |                 |
| 27. december                     | Sønderborg | Alsion                         | Carsten Bang & GEO                      | Simon Talbot, Christian Fuhlendorff, Jacob Wilson, Thomas Hartmann, Omar Marzouk, Brian Mørk, Thomas Warberg, Tobias Dybvad, Anders Fjeldsted, Jacob Tingleff, Michael Schøt, Elias Ehlers, Thomas Wivel, Dan Andersen, Torben Chris, Jesper Juhl, Martin Høgsted og Ruben Søltoft.                                                                                                | Kapacitet 988   |
| 28. december Show kl. 15.00      | Aarhus     | Musikhuset Aarhus              | Carsten Bang & GEO                      | Simon Talbot, Christian Fuhlendorff, Jacob Wilson, Thomas Hartmann, Omar Marzouk, Brian Mørk, Thomas Warberg, Tobias Dybvad, Anders Fjeldsted, Jacob Tingleff, Michael Schøt, Elias Ehlers, Thomas Wivel, Dan Andersen, Torben Chris, Jesper Juhl, Martin Høgsted og Ruben Søltoft.                                                                                                | Kapacitet 3,368 |
| 28. december Show kl. 20.00      | Aarhus     | Musikhuset Aarhus              | Carsten Bang & GEO                      | Simon Talbot, Christian Fuhlendorff, Jacob Wilson, Thomas Hartmann, Omar Marzouk, Brian Mørk, Thomas Warberg, Tobias Dybvad, Anders Fjeldsted, Jacob Tingleff, Michael Schøt, Elias Ehlers, Thomas Wivel, Dan Andersen, Torben Chris, Jesper Juhl, Martin Høgsted og Ruben Søltoft.                                                                                                | Kapacitet 3,368 |
| 30. december Show kl. 15.00      | København  | Falconer Salen                 | Carsten Bang & GEO                      | Simon Talbot, Christian Fuhlendorff, Jacob Wilson, Thomas Hartmann, Omar Marzouk, Brian Mørk, Thomas Warberg, Tobias Dybvad, Anders Fjeldsted, Jacob Tingleff, Michael Schøt, Elias Ehlers, Thomas Wivel, Dan Andersen, Torben Chris, Jesper Juhl, Martin Høgsted og Ruben Søltoft.                                                                                                | Kapacitet 4,200 |
| 30. december Show kl. 20.00      | København  | Falconer Salen                 | Carsten Bang & GEO                      | Simon Talbot, Christian Fuhlendorff, Jacob Wilson, Thomas Hartmann, Omar Marzouk, Brian Mørk, Thomas Warberg, Tobias Dybvad, Anders Fjeldsted, Jacob Tingleff, Michael Schøt, Elias Ehlers, Thomas Wivel, Dan Andersen, Torben Chris, Jesper Juhl, Martin Høgsted og Ruben Søltoft.                                                                                                | Kapacitet 4,200 |
| 2012 - 20 års jubilæum           |            |                                |                                         | |                 |
| 27. december Show kl. 15.00      | Aarhus     | Musikhuset Aarhus              | Lasse Rimmer & Omar Mazouk              | Anders Fjelsted, Brian Mørk, Carsten Bang, Christian Fuhlendorff, Dan Andersen, Elias Ehlers, Jacob Wilson, Jacob Tingleff, Linda P, Martin Høgsted, Michael Schøt, Mikael Wulff, Nikolaj Stokholm, Ruben Søltoft, Simon Talbot, Thomas Hartmann, Thomas Warberg, Thomas Wivel, Tobias Dybvad og Torben Chris.                                                                     | Kapacitet 3,368 |
| 27. december Show kl. 20.00      | Aarhus     | Musikhuset Aarhus              | Lasse Rimmer & Omar Mazouk              | Anders Fjelsted, Brian Mørk, Carsten Bang, Christian Fuhlendorff, Dan Andersen, Elias Ehlers, Jacob Wilson, Jacob Tingleff, Linda P, Martin Høgsted, Michael Schøt, Mikael Wulff, Nikolaj Stokholm, Ruben Søltoft, Simon Talbot, Thomas Hartmann, Thomas Warberg, Thomas Wivel, Tobias Dybvad og Torben Chris.                                                                     | Kapacitet 3,368 |
| 28. december                     | Odense     | Arena Fyn                      | Lasse Rimmer & Omar Mazouk              | Anders Fjelsted, Brian Mørk, Carsten Bang, Christian Fuhlendorff, Dan Andersen, Elias Ehlers, Jacob Wilson, Jacob Tingleff, Linda P, Martin Høgsted, Michael Schøt, Mikael Wulff, Nikolaj Stokholm, Ruben Søltoft, Simon Talbot, Thomas Hartmann, Thomas Warberg, Thomas Wivel, Tobias Dybvad og Torben Chris.                                                                     | Kapacitet 4,000 |
| 29. december Show kl. 15.00      | København  | Tivoli Hotel & Congress Center | Lasse Rimmer & Omar Mazouk              | Anders Fjelsted, Brian Mørk, Carsten Bang, Christian Fuhlendorff, Dan Andersen, Elias Ehlers, Jacob Wilson, Jacob Tingleff, Linda P, Martin Høgsted, Michael Schøt, Mikael Wulff, Nikolaj Stokholm, Ruben Søltoft, Simon Talbot, Thomas Hartmann, Thomas Warberg, Thomas Wivel, Tobias Dybvad og Torben Chris.                                                                     | Kapacitet 4,800 |
| 29. december Show kl. 20.00      | København  | Tivoli Hotel & Congress Center | Lasse Rimmer & Omar Mazouk              | Anders Fjelsted, Brian Mørk, Carsten Bang, Christian Fuhlendorff, Dan Andersen, Elias Ehlers, Jacob Wilson, Jacob Tingleff, Linda P, Martin Høgsted, Michael Schøt, Mikael Wulff, Nikolaj Stokholm, Ruben Søltoft, Simon Talbot, Thomas Hartmann, Thomas Warberg, Thomas Wivel, Tobias Dybvad og Torben Chris.                                                                     | Kapacitet 4,800 |
| 2013                             |            |                                |                                         | |                 |
| 27. december Show kl. 15.00      | Aarhus     | Musikhuset Aarhus              | Carsten Bang & Christian Fuhlendorff    | Anders Fjelsted, Brian Mørk, Carsten Eskelund, Dan Andersen, Elias Ehlers, GEO, Jacob Wilson, Lasse Rimmer, Martin Høgsted, Michael Schøt, Nikolaj Stokholm, Ruben Søltoft, Simon Talbot, Thomas Hartmann, Thomas Wivel og Torben Chris | Kapacitet 3,368 |
| 27. december Show kl. 20.00      | Aarhus     | Musikhuset Aarhus              | Carsten Bang & Christian Fuhlendorff    | Anders Fjelsted, Brian Mørk, Carsten Eskelund, Dan Andersen, Elias Ehlers, GEO, Jacob Wilson, Lasse Rimmer, Martin Høgsted, Michael Schøt, Nikolaj Stokholm, Ruben Søltoft, Simon Talbot, Thomas Hartmann, Thomas Wivel og Torben Chris | Kapacitet 3,368 |
| 28. december                     | Esbjerg    | Musikhuset Esbjerg             | Carsten Bang & Christian Fuhlendorff    | Anders Fjelsted, Brian Mørk, Carsten Eskelund, Dan Andersen, Elias Ehlers, GEO, Jacob Wilson, Lasse Rimmer, Martin Høgsted, Michael Schøt, Nikolaj Stokholm, Ruben Søltoft, Simon Talbot, Thomas Hartmann, Thomas Wivel og Torben Chris | Kapacitet 1,125 |
| 30. december Show kl. 15.00      | København  | Falconer Salen                 | Carsten Bang & Christian Fuhlendorff    | Anders Fjelsted, Brian Mørk, Carsten Eskelund, Dan Andersen, Elias Ehlers, GEO, Jacob Wilson, Lasse Rimmer, Martin Høgsted, Michael Schøt, Nikolaj Stokholm, Ruben Søltoft, Simon Talbot, Thomas Hartmann, Thomas Wivel og Torben Chris | Kapacitet 4,200 |
| 30. december Show kl. 20.00      | København  | Falconer Salen                 | Carsten Bang & Christian Fuhlendorff    | Anders Fjelsted, Brian Mørk, Carsten Eskelund, Dan Andersen, Elias Ehlers, GEO, Jacob Wilson, Lasse Rimmer, Martin Høgsted, Michael Schøt, Nikolaj Stokholm, Ruben Søltoft, Simon Talbot, Thomas Hartmann, Thomas Wivel og Torben Chris | Kapacitet 4,200 |
| 2014                             |            |                                |                                         | |                 |
| 27. december Show kl. 15.00      | Aarhus     | Musikhuset Aarhus              | Torben Chris & Thomas Hartmann          | Alex Thelander, Anders Fjelsted, Carsten Bang, Christian Fuhlendorff, Dan Andersen, Jesper Juhl, Jacob Wilson, Carsten Eskelund, Thomas Wivel, Ruben Søltoft, Nikolaj Stokholm, Omar Marzouk, Simon Talbot, Martin Nørgaard, Michael Schøt, Elias Ehlers, Uffe Holm, Thomas Buttenschøn.                                                                                           | Kapacitet 3,368 |
| 27. december Show kl. 20.00      | Aarhus     | Musikhuset Aarhus              | Torben Chris & Thomas Hartmann          | Alex Thelander, Anders Fjelsted, Carsten Bang, Christian Fuhlendorff, Dan Andersen, Jesper Juhl, Jacob Wilson, Carsten Eskelund, Thomas Wivel, Ruben Søltoft, Nikolaj Stokholm, Omar Marzouk, Simon Talbot, Martin Nørgaard, Michael Schøt, Elias Ehlers, Uffe Holm, Thomas Buttenschøn.                                                                                           | Kapacitet 3,368 |
| 28. december                     | Herning    | Herning Kongrescenter          | Torben Chris & Thomas Hartmann          | Alex Thelander, Anders Fjelsted, Carsten Bang, Christian Fuhlendorff, Dan Andersen, Jesper Juhl, Jacob Wilson, Carsten Eskelund, Thomas Wivel, Ruben Søltoft, Nikolaj Stokholm, Omar Marzouk, Simon Talbot, Martin Nørgaard, Michael Schøt, Elias Ehlers, Uffe Holm, Thomas Buttenschøn.                                                                                           | Kapcitet 2,400  |
| 30. december Show kl. 15.00      | København  | Falconer Salen                 | Torben Chris & Thomas Hartmann          | Alex Thelander, Anders Fjelsted, Carsten Bang, Christian Fuhlendorff, Dan Andersen, Jesper Juhl, Jacob Wilson, Carsten Eskelund, Thomas Wivel, Ruben Søltoft, Nikolaj Stokholm, Omar Marzouk, Simon Talbot, Martin Nørgaard, Michael Schøt, Elias Ehlers, Uffe Holm, Thomas Buttenschøn.                                                                                           | Kapacitet 4,200 |
| 30. december Show kl. 20.00      | København  | Falconer Salen                 | Torben Chris & Thomas Hartmann          | Alex Thelander, Anders Fjelsted, Carsten Bang, Christian Fuhlendorff, Dan Andersen, Jesper Juhl, Jacob Wilson, Carsten Eskelund, Thomas Wivel, Ruben Søltoft, Nikolaj Stokholm, Omar Marzouk, Simon Talbot, Martin Nørgaard, Michael Schøt, Elias Ehlers, Uffe Holm, Thomas Buttenschøn.                                                                                           | Kapacitet 4,200 |
| 2015                             |            |                                |                                         | |                 |
| 27. december Show kl. 15.00      | Aarhus     | Musikhuset Aarhus              | Brian Mørk & GEO                        | Adam & Noah, Alex Thelander, Anders Fjelsted, Carsten Bang, Christian Fuhlendorff, Dan Andersen, Elias Ehlers, Jacob Wilson, Martin Nørgaard, Michael Schøt, Mikkel Rask, Nikolaj Stokholm, Omar Marzouk, Simon Talbot, Thomas Hartmann, Thomas Wivel og Torben Chris | Kapacitet 3,368 |
| 27. december Show kl. 20.00      | Aarhus     | Musikhuset Aarhus              | Brian Mørk & GEO                        | Adam & Noah, Alex Thelander, Anders Fjelsted, Carsten Bang, Christian Fuhlendorff, Dan Andersen, Elias Ehlers, Jacob Wilson, Martin Nørgaard, Michael Schøt, Mikkel Rask, Nikolaj Stokholm, Omar Marzouk, Simon Talbot, Thomas Hartmann, Thomas Wivel og Torben Chris | Kapacitet 3,368 |
| 28. december                     | Aalborg    | Musikkens Hus                  | Brian Mørk & GEO                        | Adam & Noah, Alex Thelander, Anders Fjelsted, Carsten Bang, Christian Fuhlendorff, Dan Andersen, Elias Ehlers, Jacob Wilson, Martin Nørgaard, Michael Schøt, Mikkel Rask, Nikolaj Stokholm, Omar Marzouk, Simon Talbot, Thomas Hartmann, Thomas Wivel og Torben Chris | Kapacitet 1,298 |
| 30. december Show kl. 15.00      | København  | Falconer Salen                 | Brian Mørk & GEO                        | Adam & Noah, Alex Thelander, Anders Fjelsted, Carsten Bang, Christian Fuhlendorff, Dan Andersen, Elias Ehlers, Jacob Wilson, Martin Nørgaard, Michael Schøt, Mikkel Rask, Nikolaj Stokholm, Omar Marzouk, Simon Talbot, Thomas Hartmann, Thomas Wivel og Torben Chris | Kapacitet 4,200 |
| 30. december Show kl. 20.00      | København  | Falconer Salen                 | Brian Mørk & GEO                        | Adam & Noah, Alex Thelander, Anders Fjelsted, Carsten Bang, Christian Fuhlendorff, Dan Andersen, Elias Ehlers, Jacob Wilson, Martin Nørgaard, Michael Schøt, Mikkel Rask, Nikolaj Stokholm, Omar Marzouk, Simon Talbot, Thomas Hartmann, Thomas Wivel og Torben Chris | Kapacitet 4,200 |
| 2016                             |            |                                |                                         | |                 |
| 27. december 2016 Show kl. 15.00 | Aarhus     | Musikhuset Aarhus              | Martin Høgsted & Anders Grau            | Adam & Noah, Anders Fjelsted, Ane Høgsberg, Brian Mørk, Carsten Bang, Christian Fuhlendorff, Dan Andersen, Elias Ehlers, Jesper Juhl, Jonas Mogensen, Lasse Rimmer, Martin Nørgaard, Michael Schøt, Mikkel Klint Thorius, Mikkel Rask, Omar Marzouk, Thomas Hartmann og Torben Chris                                                                                               | Kapacitet 3,368 |
| 27. december 2016 Show kl. 20.00 | Aarhus     | Musikhuset Aarhus              | Martin Høgsted & Anders Grau            | Adam & Noah, Anders Fjelsted, Ane Høgsberg, Brian Mørk, Carsten Bang, Christian Fuhlendorff, Dan Andersen, Elias Ehlers, Jesper Juhl, Jonas Mogensen, Lasse Rimmer, Martin Nørgaard, Michael Schøt, Mikkel Klint Thorius, Mikkel Rask, Omar Marzouk, Thomas Hartmann og Torben Chris                                                                                               | Kapacitet 3,368 |
| 28. december 2016                | Vejle      | Vejle Musikteater              | Martin Høgsted & Anders Grau            | Adam & Noah, Anders Fjelsted, Ane Høgsberg, Brian Mørk, Carsten Bang, Christian Fuhlendorff, Dan Andersen, Elias Ehlers, Jesper Juhl, Jonas Mogensen, Lasse Rimmer, Martin Nørgaard, Michael Schøt, Mikkel Klint Thorius, Mikkel Rask, Omar Marzouk, Thomas Hartmann og Torben Chris                                                                                               | Kapacitet 1,134 |
| 30. december 2016 Show kl. 15.00 | København  | Tivoli Hotel & Congress Center | Martin Høgsted & Anders Grau            | Adam & Noah, Anders Fjelsted, Ane Høgsberg, Brian Mørk, Carsten Bang, Christian Fuhlendorff, Dan Andersen, Elias Ehlers, Jesper Juhl, Jonas Mogensen, Lasse Rimmer, Martin Nørgaard, Michael Schøt, Mikkel Klint Thorius, Mikkel Rask, Omar Marzouk, Thomas Hartmann og Torben Chris                                                                                               | Kapacitet 4,800 |
| 30. december 2016 Show kl. 20.00 | København  | Tivoli Hotel & Congress Center | Martin Høgsted & Anders Grau            | Adam & Noah, Anders Fjelsted, Ane Høgsberg, Brian Mørk, Carsten Bang, Christian Fuhlendorff, Dan Andersen, Elias Ehlers, Jesper Juhl, Jonas Mogensen, Lasse Rimmer, Martin Nørgaard, Michael Schøt, Mikkel Klint Thorius, Mikkel Rask, Omar Marzouk, Thomas Hartmann og Torben Chris                                                                                               | Kapacitet 4,800 |
| 9. januar 2017                   | London     | The Comedy Store               | Martin Høgsted & Anders Grau            | Adam & Noah, Anders Fjelsted, Ane Høgsberg, Brian Mørk, Dan Andersen, Elias Ehlers, Jesper Juhl, Jonas Mogensen, Martin Nørgaard, Michael Schøt, Mikkel Klint Thorius, Mikkel Rask, Thomas Hartmann. og Tobias Dybvad | Kapacitet 400   |
| 2017 - 25 års jubilæum           |            |                                |                                         | |                 |
| 27. december 2017 Show kl. 15.00 | Aarhus     | Musikhuset Aarhus              | Carsten Bang & Jesper Juhl              | Adam & Noah, Anders Fjelsted, Anders Grau, Ane Høgsberg, Brian Mørk, Dan Andersen, Elias Ehlers, Jacob Taarnhøj, Jonas Mogensen, Lasse Rimmer, Michael Schøt (videoindslag) Mikkel Klint Thorius, Mikkel Rask, Ruben Sølftoft, Simon Talbot, Thomas Hartmann, Thomas Wivel og Torben Chris Ændring: Christian Fuhlendorff erstattede Lasse Rimmer, der var syg.                    | Kapacitet 3,368 |
| 27. december 2017 Show kl. 20.00 | Aarhus     | Musikhuset Aarhus              | Carsten Bang & Jesper Juhl              | Adam & Noah, Anders Fjelsted, Anders Grau, Ane Høgsberg, Brian Mørk, Dan Andersen, Elias Ehlers, Jacob Taarnhøj, Jonas Mogensen, Lasse Rimmer, Michael Schøt (videoindslag) Mikkel Klint Thorius, Mikkel Rask, Ruben Sølftoft, Simon Talbot, Thomas Hartmann, Thomas Wivel og Torben Chris Ændring: Christian Fuhlendorff erstattede Lasse Rimmer, der var syg.                    | Kapacitet 3,368 |
| 29. december 2017 Show kl. 15.00 | København  | Royal Arena                    | Carsten Bang & Jesper Juhl              | Adam & Noah, Anders Fjelsted, Anders Grau, Ane Høgsberg, Brian Mørk, Dan Andersen, Elias Ehlers, Jacob Taarnhøj, Jonas Mogensen, Lasse Rimmer, Michael Schøt (videoindslag) Mikkel Klint Thorius, Mikkel Rask, Ruben Sølftoft, Simon Talbot, Thomas Hartmann, Thomas Wivel og Torben Chris Ændring: Uffe Holm og Heino Hansen erstattede Lasse Rimmer og Brian Mørk, der var syge. | Kapacitet 9,000 |
| 29. december 2017 Show kl. 20.00 | København  | Royal Arena                    | Carsten Bang & Jesper Juhl              | Adam & Noah, Anders Fjelsted, Anders Grau, Ane Høgsberg, Brian Mørk, Dan Andersen, Elias Ehlers, Jacob Taarnhøj, Jonas Mogensen, Lasse Rimmer, Michael Schøt (videoindslag) Mikkel Klint Thorius, Mikkel Rask, Ruben Sølftoft, Simon Talbot, Thomas Hartmann, Thomas Wivel og Torben Chris Ændring: Uffe Holm og Heino Hansen erstattede Lasse Rimmer og Brian Mørk, der var syge. | Kapacitet 9,000 |
| 8. januar 2018                   | London     | The Comedy Store               | Carsten Bang & Jesper Juhl              | Adam & Noah, Anders Fjelsted, Anders Grau, Ane Høgsberg, Dan Andersen, Elias Ehlers, Jacob Taarnhøj, Mikkel Klint Thorius, Simon Talbot, Thomas Hartmann og Thomas Wivel | Kapacitet 400   |
| 2018                             |            |                                |                                         | |                 |
| 27. december 2018 Show kl. 15.00 | Aarhus     | Musikhuset Aarhus              | Michael Schøt & Heino Hansen            | Anders Grau, Mahamad Habane, Brian Mørk, Mikkel Klint Thorius, Carsten Bang, Mikkel Rask, Dan Andersen, Morten Wichmann, Jacob Taarnhøj, Natasha Brock, Jonas Mogensen, Phillip Devantier, Lasse Rimmer, Thomas Hartmann, Linda P, Torben Chris | Kapacitet 3,368 |
| 27. december 2018 Show kl. 20.00 | Aarhus     | Musikhuset Aarhus              | Michael Schøt & Heino Hansen            | Anders Grau, Mahamad Habane, Brian Mørk, Mikkel Klint Thorius, Carsten Bang, Mikkel Rask, Dan Andersen, Morten Wichmann, Jacob Taarnhøj, Natasha Brock, Jonas Mogensen, Phillip Devantier, Lasse Rimmer, Thomas Hartmann, Linda P, Torben Chris | Kapacitet 3,368 |
| 28. december 2018                | Herning    | Herning Kongresscenter         | Michael Schøt & Heino Hansen            | Anders Grau, Mahamad Habane, Brian Mørk, Mikkel Klint Thorius, Carsten Bang, Mikkel Rask, Dan Andersen, Morten Wichmann, Jacob Taarnhøj, Natasha Brock, Jonas Mogensen, Phillip Devantier, Lasse Rimmer, Thomas Hartmann, Linda P, Torben Chris | Kapacitet 2,400 |
| 29. december 2018 Show kl. 15.00 | København  | Tivoli Hotel & Congress Center | Michael Schøt & Heino Hansen            | Anders Grau, Mahamad Habane, Brian Mørk, Mikkel Klint Thorius, Carsten Bang, Mikkel Rask, Dan Andersen, Morten Wichmann, Jacob Taarnhøj, Natasha Brock, Jonas Mogensen, Phillip Devantier, Lasse Rimmer, Thomas Hartmann, Linda P, Torben Chris | Kapacitet 4,800 |
| 29. december 2018 Show kl. 20.00 | København  | Tivoli Hotel & Congress Center | Michael Schøt & Heino Hansen            | Anders Grau, Mahamad Habane, Brian Mørk, Mikkel Klint Thorius, Carsten Bang, Mikkel Rask, Dan Andersen, Morten Wichmann, Jacob Taarnhøj, Natasha Brock, Jonas Mogensen, Phillip Devantier, Lasse Rimmer, Thomas Hartmann, Linda P, Torben Chris | Kapacitet 4,800 |
| 7. januar 2019                   | London     | The Comedy Store               | Michael Schøt & Heino Hansen            | | Kapacitet 400   |